# NGC 7478
Coordenadas:  23h 04m 56.5s, +2° 34′ 39″
NGC 7478 é uma galáxia espiral (Sa) localizada na direcção da constelação de Pisces. Possui uma declinação de +02° 34' 39" e uma ascensão recta de 23 horas, 04 minutos e 56,5 segundos.
A galáxia NGC 7478 foi descoberta em 11 de Agosto de 1864 por Albert Marth.